# 张镇孙
张镇孙（1235年—1278年）。字鼎卿，号粤溪。广东南海人（宋代南海熹涌，今广东省佛山市顺德区伦教熹涌），入籍番禺河南龍尾鄉，家居住在广州城内，南宋学者。宋度宗咸淳七年（1271年）辛未科状元，宋朝唯一籍贯为岭南的状元。

## 生平
张镇孙出生以后，聪明伶俐、苦心读书，很快便以博学强记而闻名，有“神童”之称。15岁时参加童子试，成绩优异，声震家乡。但随后屡次考试均不中，直到咸淳六年（1270年）参加乡试获得第五名，次年赴京都临安(今浙江省杭州市)参加殿试获得第一。初时授秘书省正字，升校书郎，因与奸臣贾似道不和，德祐元年（1275年）外放为婺州（今浙江省金华市）通判。後來元军逼近临安，弃城逃往家乡照料双亲而被罢官。次年宋端宗登基，其航海至福建、广东一带，重新集结广州附近的海上溃军，与广州都统凌震结集部队分东西两路，誓图收复广州。1277年3月，处于流亡状态端宗到达惠州授以龙图阁待制、广东制置使兼经略按抚，统领广东军政大权。景炎二年（1277年）4月，带兵收复广州。11月，元朝右丞相塔出（也称达春）与主将吕师夔、索多等进攻广州，其指挥战船在珠江河面与元军激战，再退入城内抵抗，城破后投降。次年二月，被解送至元大都（今北京）途中於大庾岭（今江西省大余县）去世，享年44岁。文天祥获悉张镇孙的噩耗，特题诗悼念。
关于张镇孙的生平，《宋史》和《元史》都没有记载，只有明朝黄佐的《广州人物传·张镇孙传》等少量书籍可供参考。

## 疑团
张镇孙是投敌的叛徒，还是为保广州城百姓免遭屠杀而忍辱投降，其降元之事确有蹊跷，史籍记载出入颇大，历史上也存在争议。作为正史的《宋史》、《元史》，均有元军围困广州城，张镇孙“以城降”的记载，陈大震的《南海志》也有“镇孙降”记载。《广东历代状元》对此只字不提。而陈仲游的《广王卫王始末》载“镇孙死节”、陈仲微的《宋季三朝政要(附录)》、清朝万斯同的《宋季忠义录》、阮元的《广州通志》都有张镇孙以身殉国的记载。张镇孙既然投降了元朝，为何不见封官，反而押解北上呢？而忠于宋朝的文天祥得知张镇孙死讯，作诗悼念。但后人多有赞诗及纪念建筑，可见普遍获得后人正面评价。

## 纪念建筑

### 状元坊
位于广州人民南路。原称泰通里，张镇孙自幼居住于此，中状元后人们在街口处建起一座状元牌坊，又把通泰里改名为状元坊。牌坊在明朝毁于战火，现时的雕像和牌坊均为重建。

### 状元井
位于海珠区同福中路南市大街内。相传张镇孙的曾孙在此建村，开挖水井，以示饮水思源之意。

### 状元墓
张镇孙在大庾岭去世时，同时殉难的还有简、蔡两位夫人。其侄张正琦时任南雄教授，将遗体成殓，葬於广州城北的永泰里（今）。墓在清兵在围攻广州时被毁。

### 见面亭
相传建於龙船岗，今海珠区政府大院前，现时已不见踪迹。

## 著作
主要著作有《见面亭集》十卷、《四书析义》、《名臣言行录》等，但都未能保存下来。黄佐的《广州人物传》收录了其殿试文章《廷对策》，和两首诗歌。